# ألين بولسون
ألين بولسون (بالإنجليزية: Allen Paulson)‏ هو مهندس أمريكي، ولد في 22 أبريل 1922 في كلينتون في الولايات المتحدة، وتوفي في 19 يوليو 2000 في لاهويا في الولايات المتحدة.